# Флаг Карело-Финской ССР
Флаг Карело-Финской ССР (фин. Karjalais-suomalaisen sosialistisen neuvostotasavallan lippu) являлся, наряду с гербом и гимном, одним из символов Карело-Финской ССР.
За время существования республики (с 1940 по 1956 год) флаг изменился один раз в 1953 году.

## Первый вариант флага
Первый вариант флага был принят 9 июня 1940 года на I-ой сессии Верховного Совета Карело-Финской ССР, когда была принята Конституция Карело-Финской ССР. Вид флага определялся статьёй 118 Конституции. Образ флага Карело-Финской ССР был основан на образе флага СССР. Флаг Карело-Финской ССР также представялял собой красное полотнище с золотым серпом и молотом в верхнем левом углу. Под серпом и молотом по-русски и по-фински золотыми буквами было написано «Карело-Финская ССР» (фин. Karjalais-Suomalainen SNT). Длина и ширина полотнища относились друг к другу как 2:1.
20 января 1947 года вышло Постановление Президиума Верховного Совета СССР «О государственных флагах союзных республик»:

1. Признать целесообразным внести изменения в действующие государственные флаги союзных республик с тем, чтобы государственный флаг союзной республики отражал идею союзного советского государства (помещение на флаге эмблемы СССР — серп и молот, пятиконечная звезда, сохранение красного цвета) и национальные особенности республики (введение кроме красного других цветов, порядок их расположения, включение национального орнамента). 

2. Рекомендовать Президиумам Верховных Советов союзных республик до утверждения государственных флагов союзных республик представить проекты флагов и их описание для согласования в Президиуме Верховного Совета СССР.

На основании этого постановления, 19 апреля 1947 года вышло постановление Президиума Верховного Совета Карело-Финской ССР «О государственном флаге Карело-Финской ССР», с описанием проекта нового флага:

Проект государственного флага Карело-Финской Советской Социалистической Республики состоит из красного полотнища, с изображением на его верхнем углу у древка золотых серпа и молота, над ними красной пятиконечной звезды, обрамленной золотой каймой и под ними надпись: «К-Ф ССР» на финском и русском языке. 

На флаге расположена зелёная полоса шириной 5 см, которая находится на расстоянии 11 см снизу и отображает лесные богатства, — основу экономики нашей республики; над ними на расстоянии 1 см расположена голубая полоса шириной 17 см, символизирующая наличие множества рек и озёр и украшена национальным орнаментом в форме ёлок, отношение ширины к длине 1:2.

Данный проект реализован не был.

## Второй вариант флага
Второй вариант флага был принят 13 марта 1953 года Указом Президиума ВС КФССР. Новый флаг состоял из трёх неравношироких цветных полос (сверху вниз): красной (19/30 ширины полотнища), голубой (1/6 ширины), и зелёной (1/5 ширины). В верхнем левом углу полотнища, на красной полосе, находился золотой рисунок серпа и молота с контуром пятиконечной звезды над ним. Надписей на флаге теперь не было.
Голубой и зелёный цвета на флаге символизировали местные особенности республики. Голубой цвет символизировал реки и озёра, а зелёный — леса.
1 сентября 1953 года были приняты изменения статьи 118 Конституции КФССР.

## Флаги

### Флаг Карельской АССР
|  |  |  |  |
|  |  |  |  |

### Флаг Карело-Финской ССР
|  |  |  |

## Источник
- История флагов Карелии на сайте «Вексиллография»